# Aymon de Quart
Pour les articles homonymes, voir Aymon.
Aymon de/du Quart, mort le 13 octobre 1311 à Ivrée, est un prélat originaire du vallée d'Aoste, évêque de Genève du XIVe siècle, sous le nom d'Aymon IV. 

## Biographie

### Origines
Aymon (parfois écrit sous la forme Aimon, Amé/Aimé, voire Raymond) est issu d'une noble famille de la vallée d'Aoste. Il est le 3e fils de Zacharie, dit Jacques II seigneur de Quart. Il a deux frères ecclésiastiques, dont le Bienheureux Émeric ou Aymeric Ier de Quart († 1313), évêque d'Aoste.

### Carrière
Chanoine (1283/84), puis grand chantre de la Primatiale Saint-Jean de Lyon de 1286 à 1303,, il est désigné comme évêque de Sion en 1287 à la mort de Pierre d'Oron, mais renonce à ses droits, car il est refusé par le chapitre de chanoines. Aymon entre alors en 1292 au service du roi Édouard Ier d'Angleterre où il devient clerc chanoine puis prévôt en 1295 de la cathédrale de Beverley.
Il fait partie des nombreux savoyards et vassaux qui suivent le seigneur Pierre de Savoie en Angleterre. Il est ensuite prévôt de la cathédrale Lausanne.

### Élection sur le siège de Genève
Il est élu évêque de Genève en février et consacré le 5 octobre 1304. Toutefois, cette élection n'a que l'apparence de l'évidence, puisque les discussions se sont déroulées entre la mort de Martin de Saint-Germain, en décembre 1303 et février 1303. Il semble en effet que le chapitre a eu du mal à élire un prélat étranger au diocèse.

### Épiscopat
Le 29 avril 1305, il fait prêté l'hommage-lige au comte de Genève, Amédée II.
Plusieurs conflits l’opposent aux comtes de Savoie et à ceux de Genève, ainsi qu’aux bourgeois de Genève.
En raison de tensions avec le comte de Savoie, Amédée V, Aymon de Quart fait appel au pape Clément V. Ce dernier, par une Bulle pontificale du 13 janvier 1306, demande à plusieurs personnalités d'intervenir. Le 13 janvier 1306, quatre arbitres acceptés par les deux parties — Amblard d'Entremont, évêque de Maurienne ; Antoine de Barges, juge de Savoie ; Jean de Duin, prévôt de Mont-Jou, et Humbert de Sales, juge de Chablais — sont désignés pour trouver un compromis.
En 1307, l'évêque, le comte Amédée II de Genève, le Dauphin, Jean II de Viennois et Hugues son frère, baron de Faucigny, signent un traité au château de Vuache afin de défendre les droits de l'évêque sur la ville de Genève.
L'évêque de Genève est opposé aux bourgeois de Genève, ces tensions l'obligent à quitter la cité entre 1307 et 1309. Il doit accepter un compromis comprenant des réformes administratives en accordant à la cité le 28 février 1309 le droit à l'établissement d'une municipalité et à l'élection de syndics,,.

### Au service de l'Empereur et mort
En octobre 1310, lorsque le roi des Romains Henri VII de Luxembourg qui descendait en Italie pour se faire couronner Empereur traverse sa cité, il décide de le suivre, devient son secrétaire. Il prend part à ses campagnes militaires, notamment à la prise de Vicence. Tombé malade à Brescia, Aymon de Quart décide de retourner à Genève, mais il meurt en route à Ivrée (Piémont), le 12 octobre 1311.
Son corps est inhumé dans la Collégiale de Saint-Ours d’Aoste, dans la chapelle familiale dédiée à Saint-Blaise[réf. nécessaire].